# Seebezirk (Freiburg)
Der Seebezirk (französisch District du Lac) ist einer der sieben Bezirke des Schweizer Kantons Freiburg. Er setzt sich aus dem mehrheitlich protestantischen Murtenbiet (Gebiet mit und um Murten) sowie den katholisch geprägten Gemeinden des oberen (südlichen) Seelands  zusammen.
Amtssprachen sind Deutsch und Französisch.
Zum Seebezirk gehören 15 Gemeinden:

Stand: 1. Januar 2022
| Wappen     | Name der Gemeinde    | Einwohner (31. Dezember 2023) | Fläche in km² | Einwohner pro km² |
| ---------- | -------------------- | ----------------------------- | ------------- | ----------------- |
|            | Courgevaux (Gurwolf) | 1462                          | 3,38          | 433               |
|            | Courtepin            | 5765                          | 21,92         | 263               |
|            | Cressier (FR)        | 1094                          | 4,17          | 262               |
|            | Fräschels            | 440                           | 3,11          | 141               |
|            | Greng                | 167                           | 0,96          | 174               |
|            | Gurmels              | 4695                          | 17,32         | 271               |
|            | Kerzers              | 5448                          | 12,28         | 444               |
|            | Kleinbösingen        | 705                           | 3,02          | 233               |
|            | Meyriez (Merlach)    | 564                           | 0,34          | 1659              |
|            | Misery-Courtion      | 2364                          | 11,35         | 208               |
|            | Mont-Vully           | 4452                          | 17,52         | 254               |
|            | Muntelier            | 964                           | 1,11          | 868               |
|            | Murten               | 9531                          | 36,41         | 262               |
|            | Ried bei Kerzers     | 1223                          | 7,55          | 162               |
|            | Ulmiz                | 425                           | 2,84          | 150               |
| Total (15) | Total (15)           | 39'299                        | 145,85        | 269               |

Das Gebiet des Seebezirks umschliesst die bernische Exklave Münchenwiler und hat mit Wallenbuch (Teil der Gemeinde Gurmels, bis Ende 2002 selbständig) eine Enklave im Kanton Bern. Bis Ende 2021 grenzte der Bezirk auch an Clavaleyres, die am 1. Januar 2022 mit dem Hauptort Murten fusionierte und eine bernische Exklave im Grenzgebiet der Kantone Freiburg und Waadt war.
Eine Fläche von 2,57 km² im Staatswald Galm ist keiner Gemeinde zugeordnet und untersteht der direkten Oberhoheit des Kantons.

## Veränderungen im Gemeindebestand

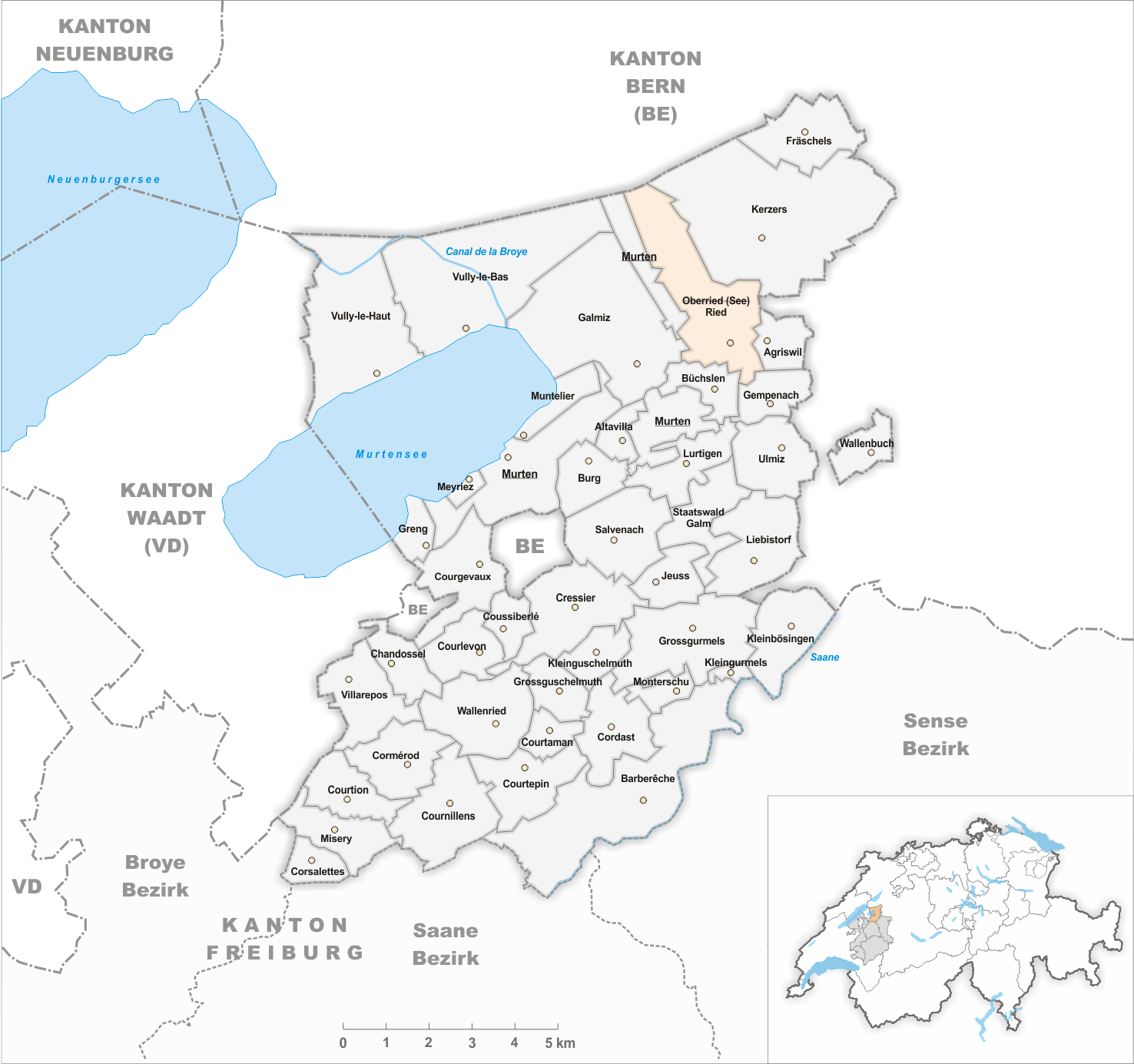
Gemeinden bis 1901
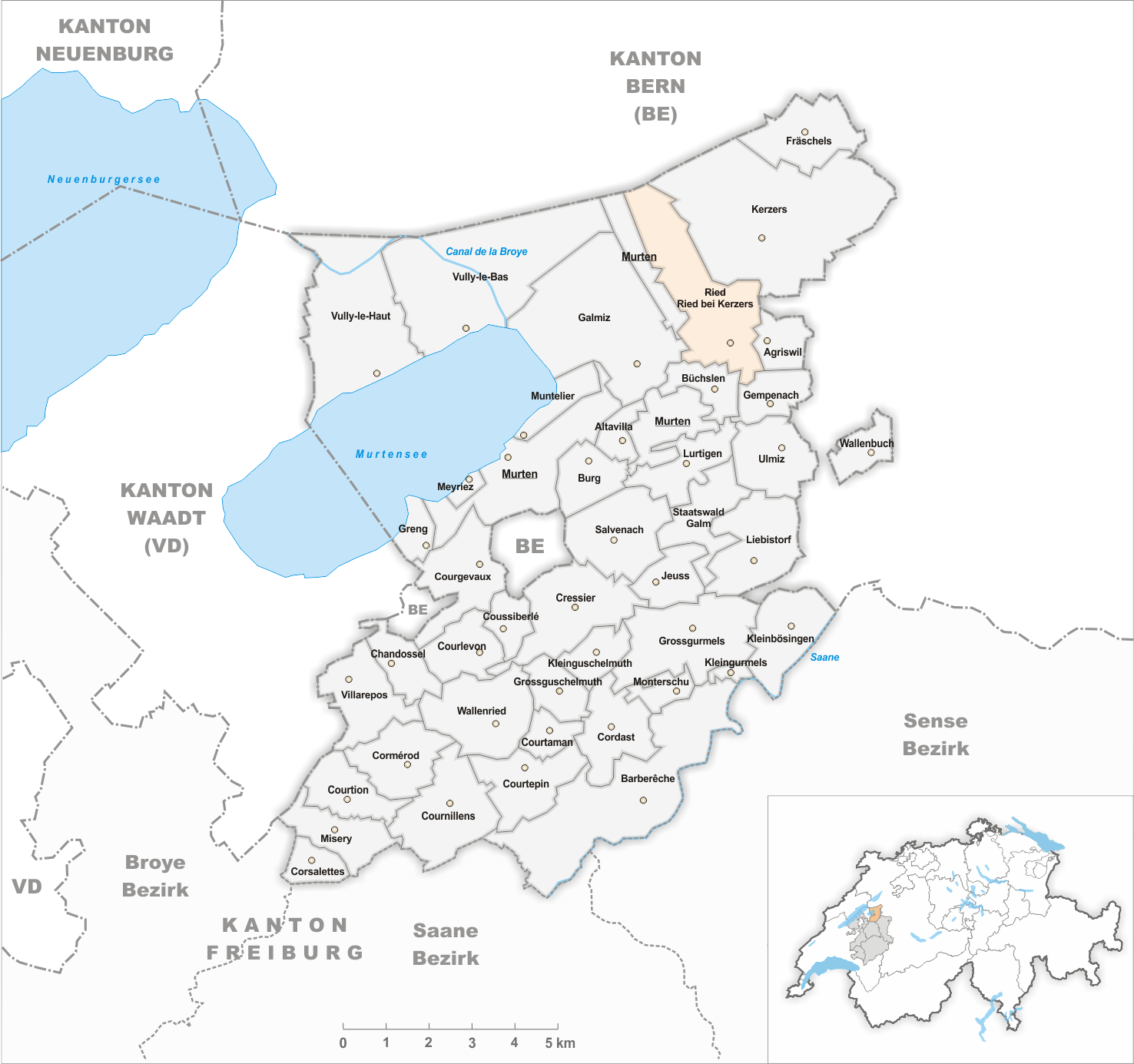
Gemeinden bis 1910
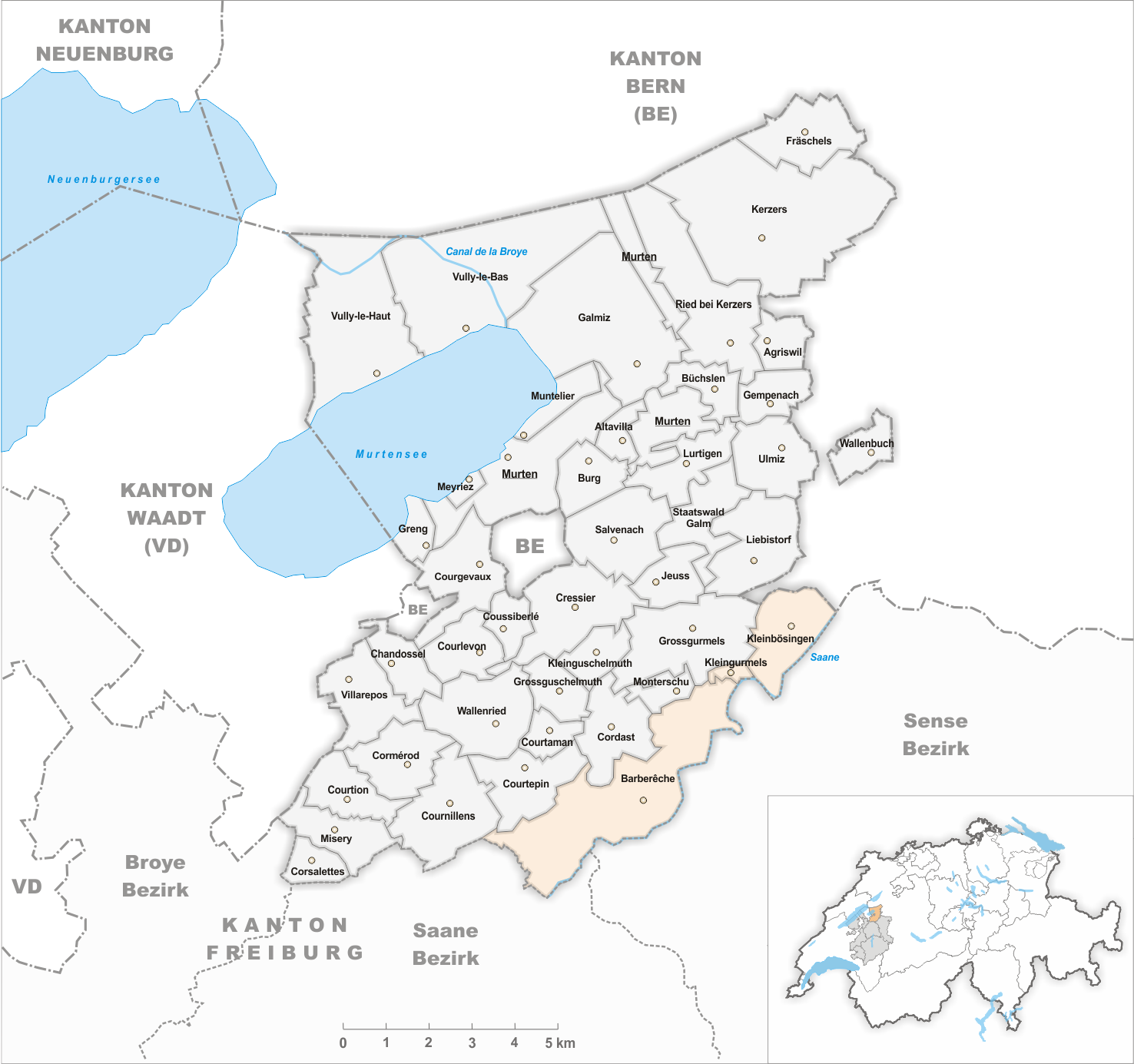
Gemeinden bis 1963
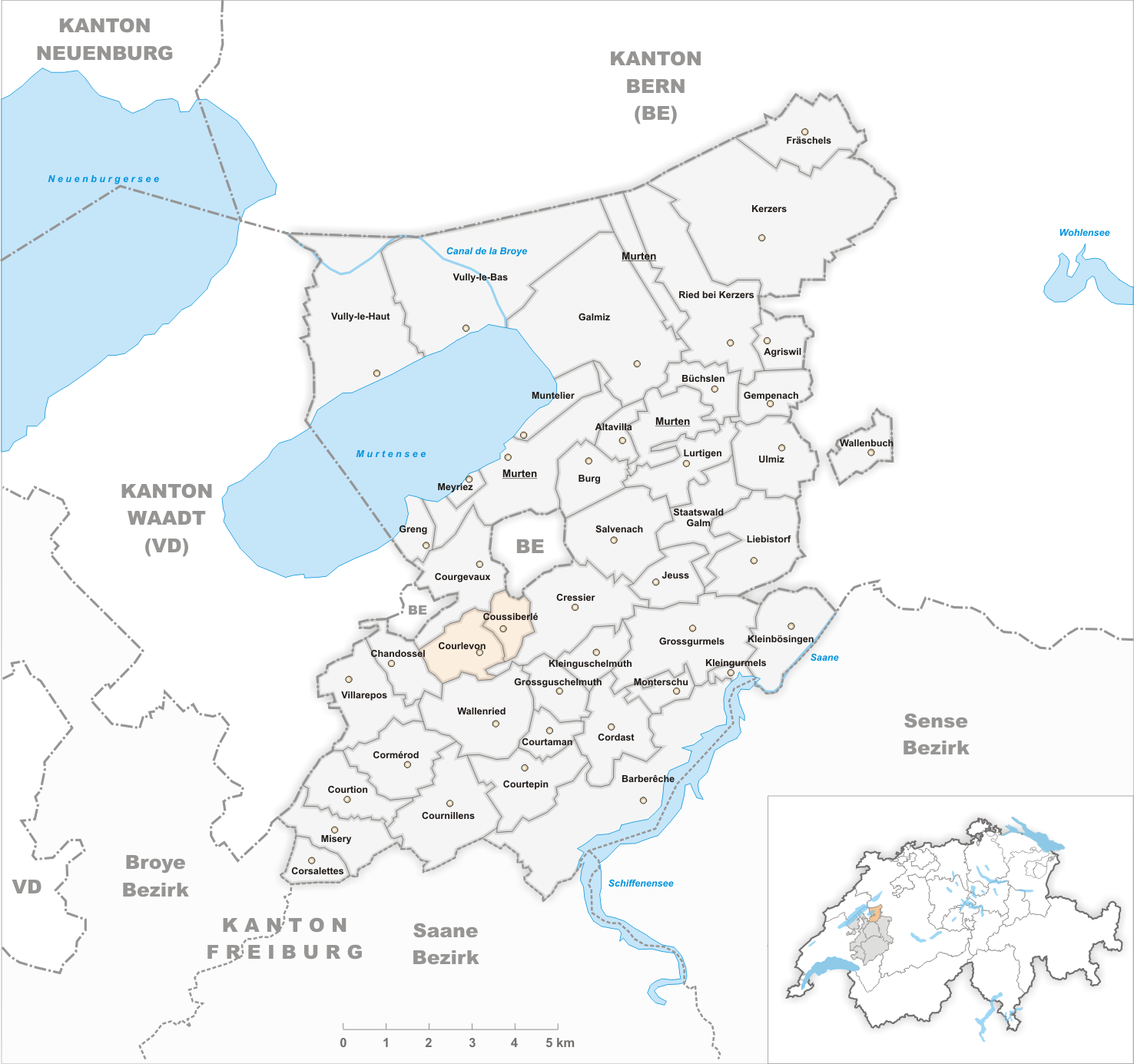
Gemeinden bis 1973
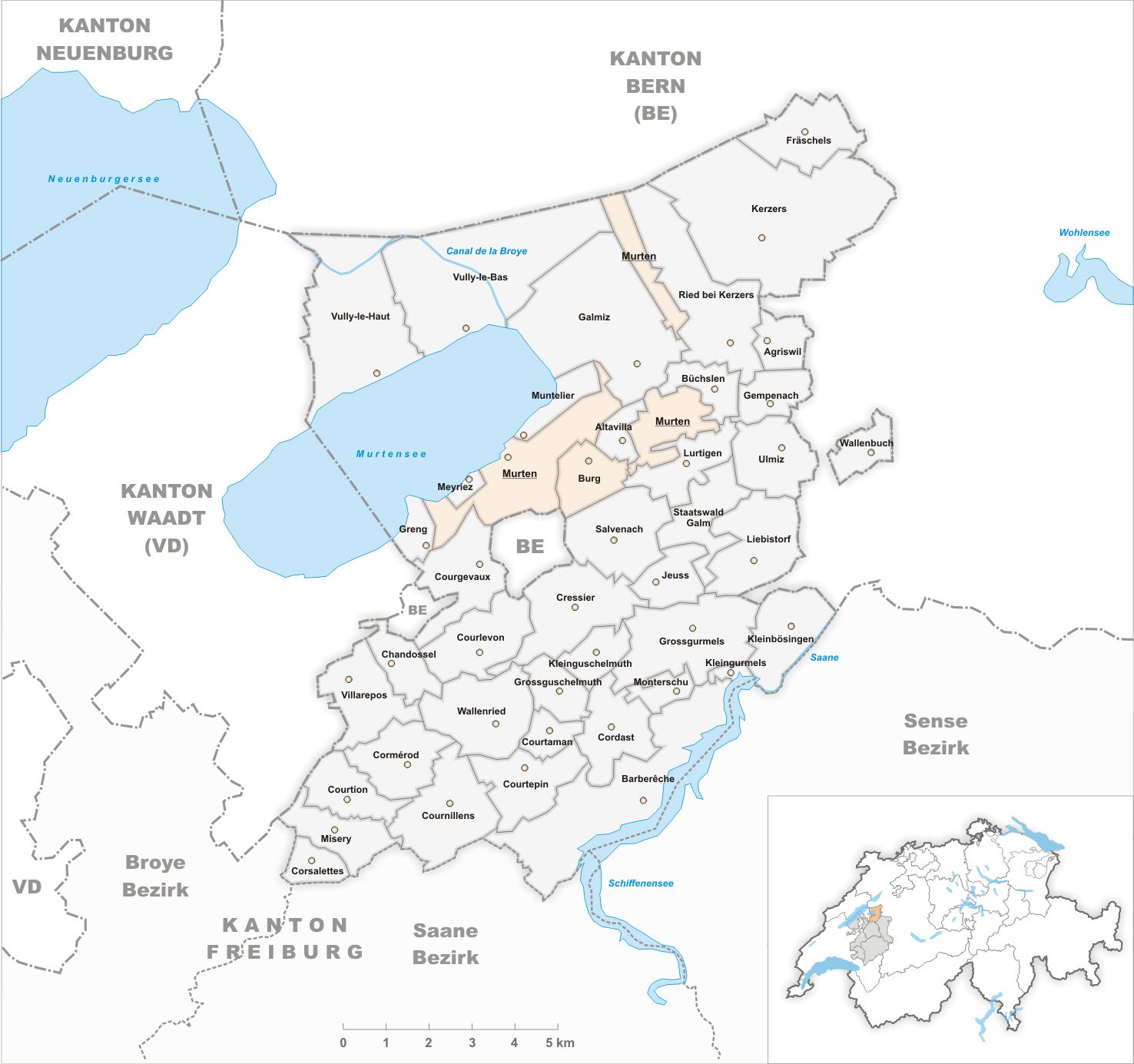
Gemeinden bis 1974
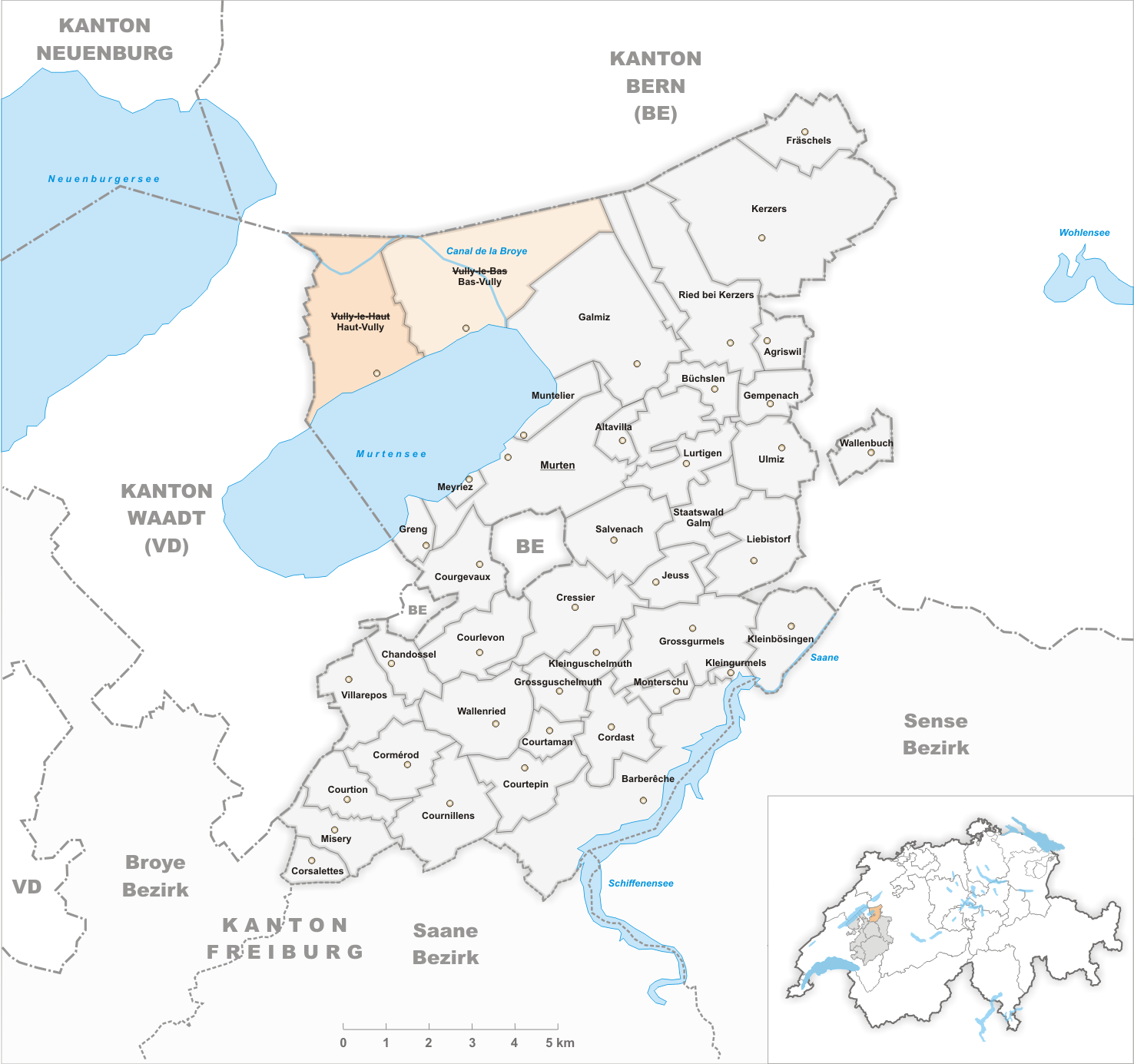
Gemeinden bis 1976
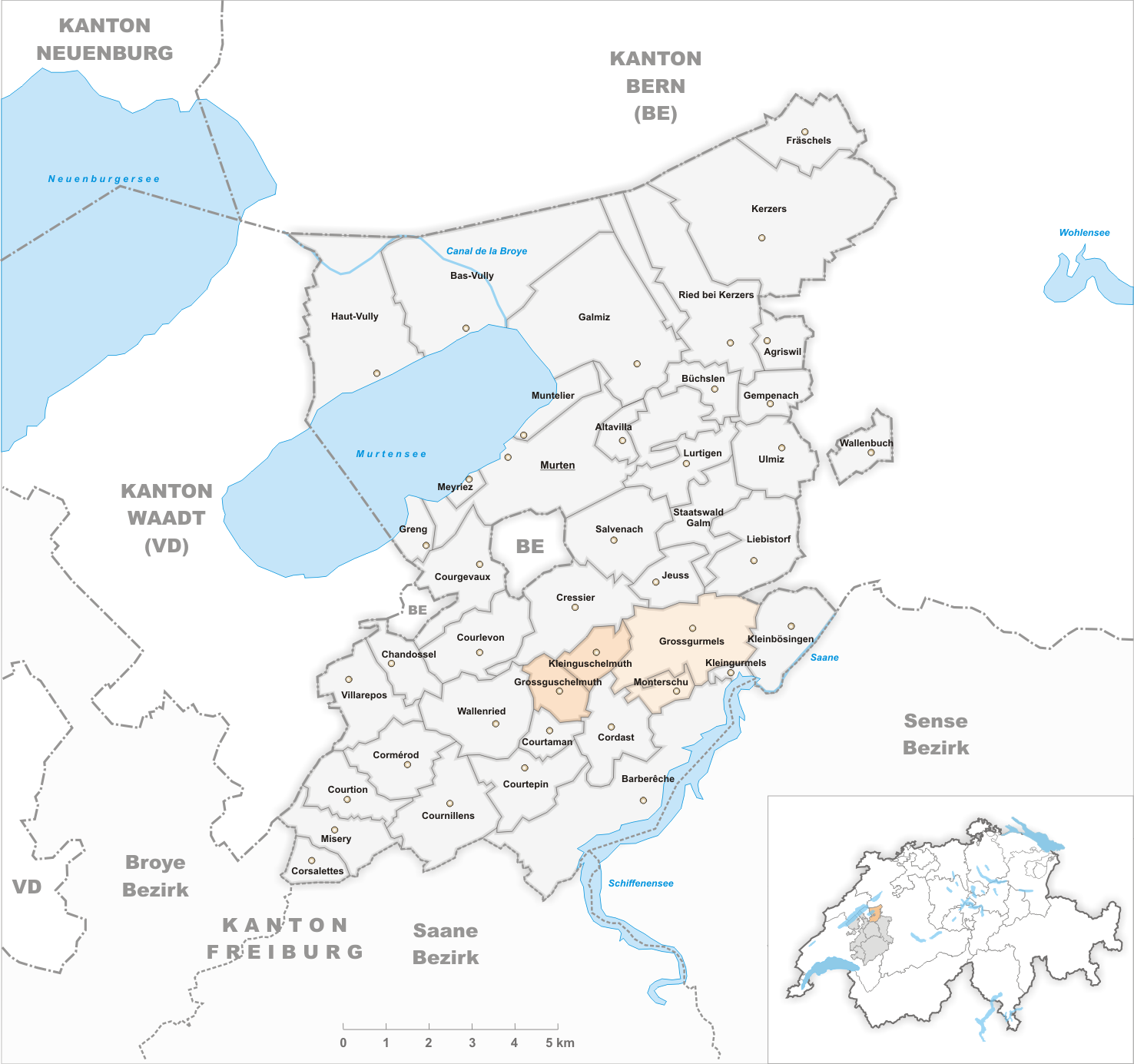
Gemeinden bis 1977
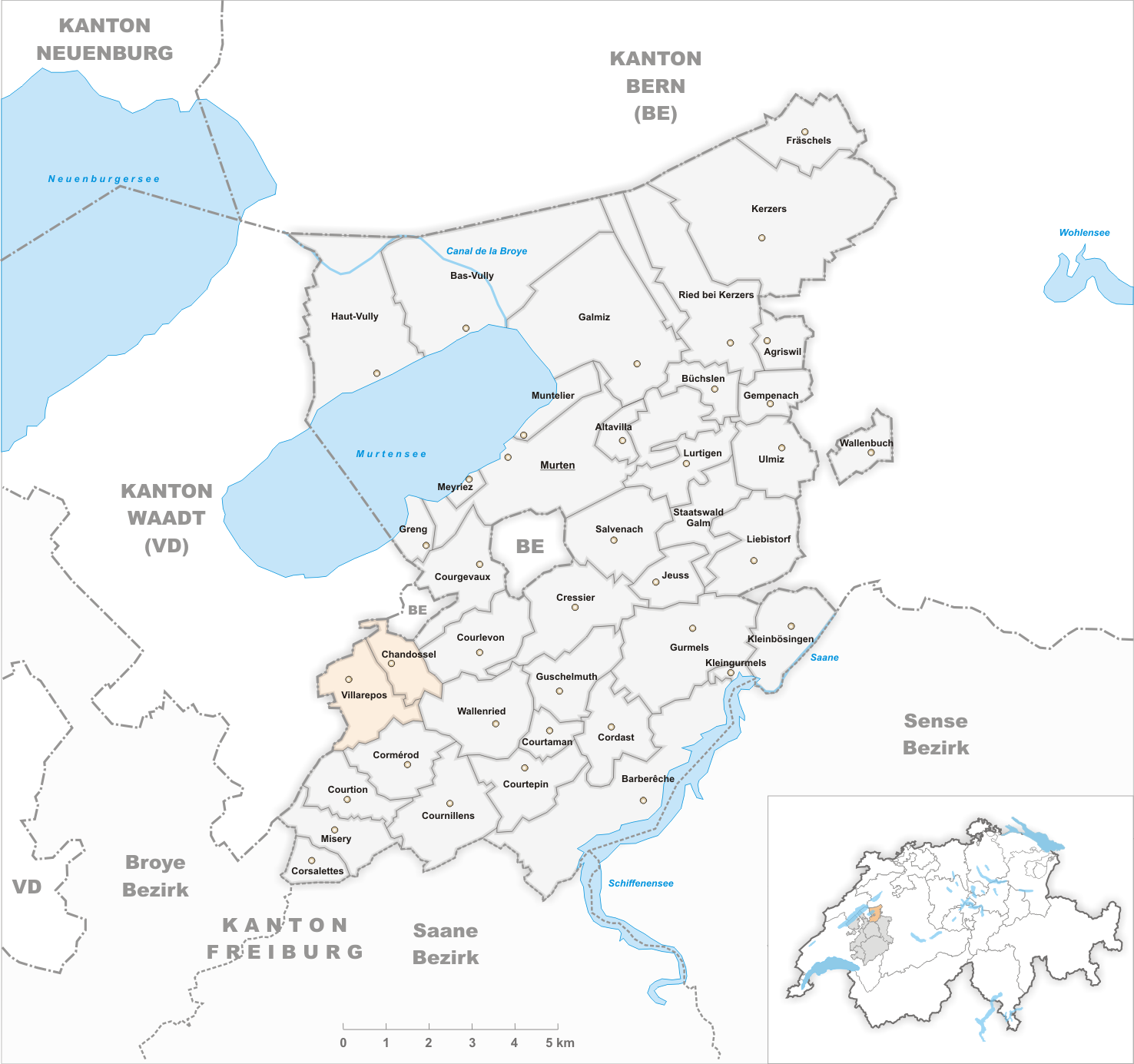
Gemeinden bis 1982
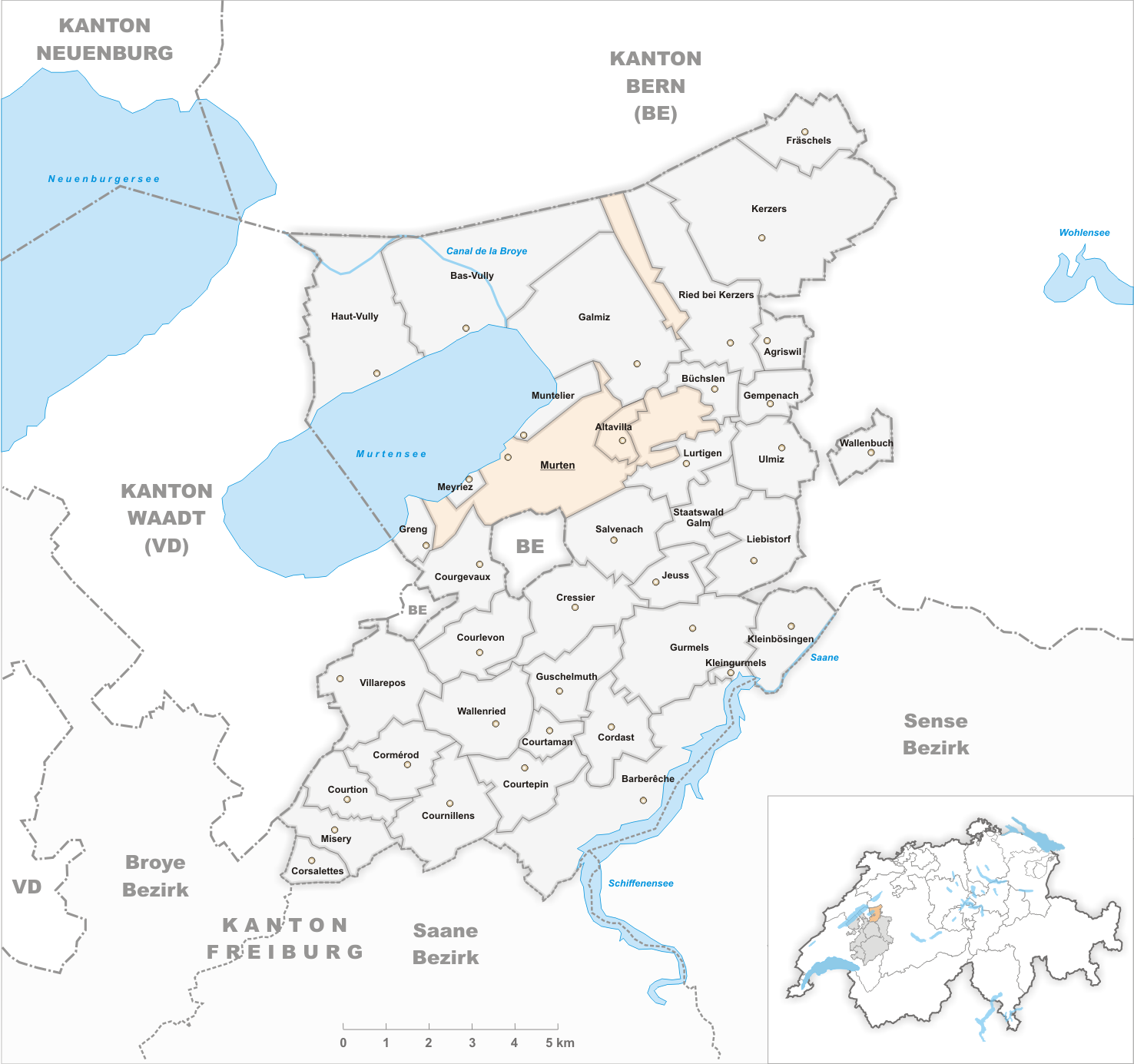
Gemeinden bis 1990
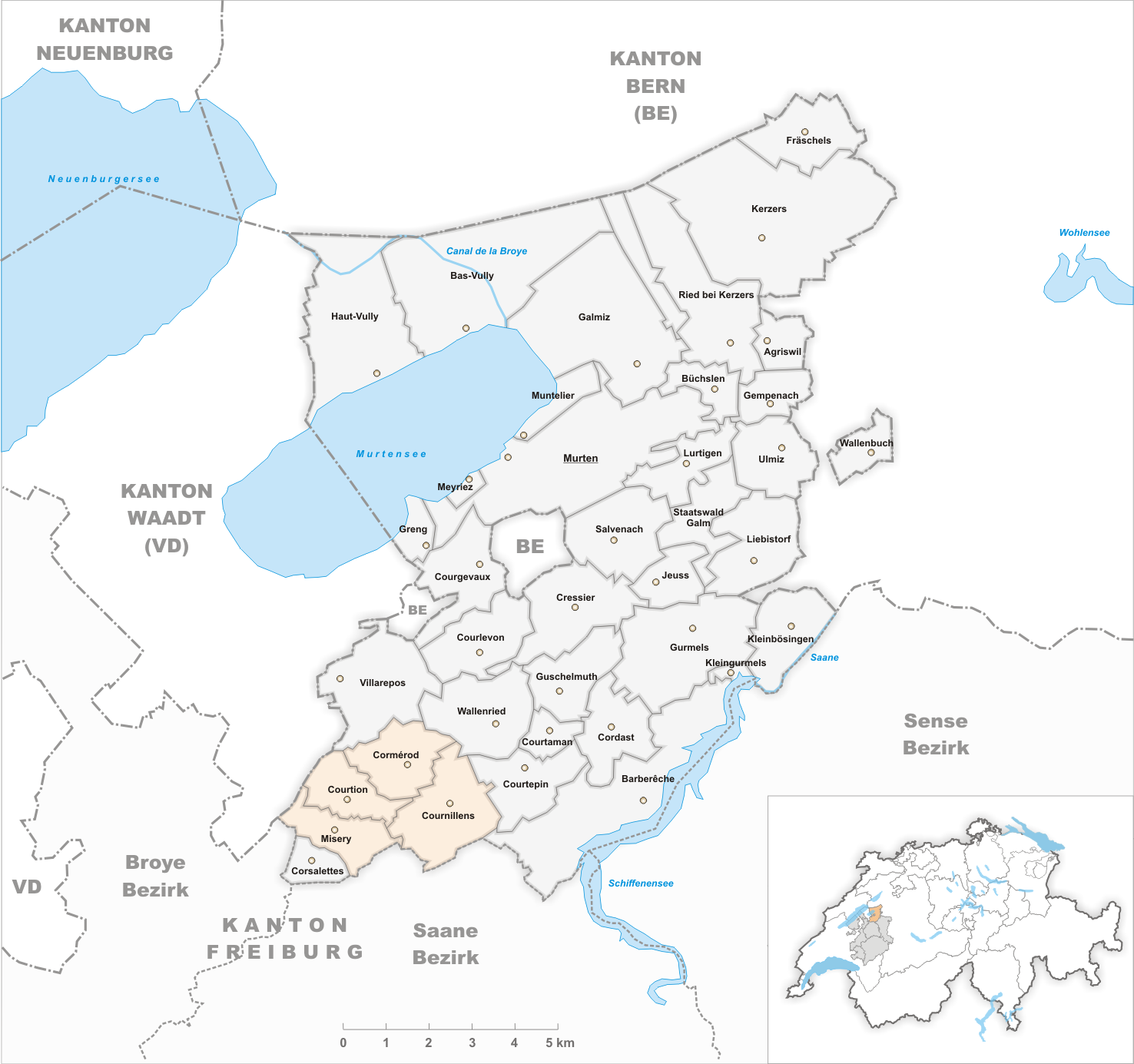
Gemeinden bis 1996
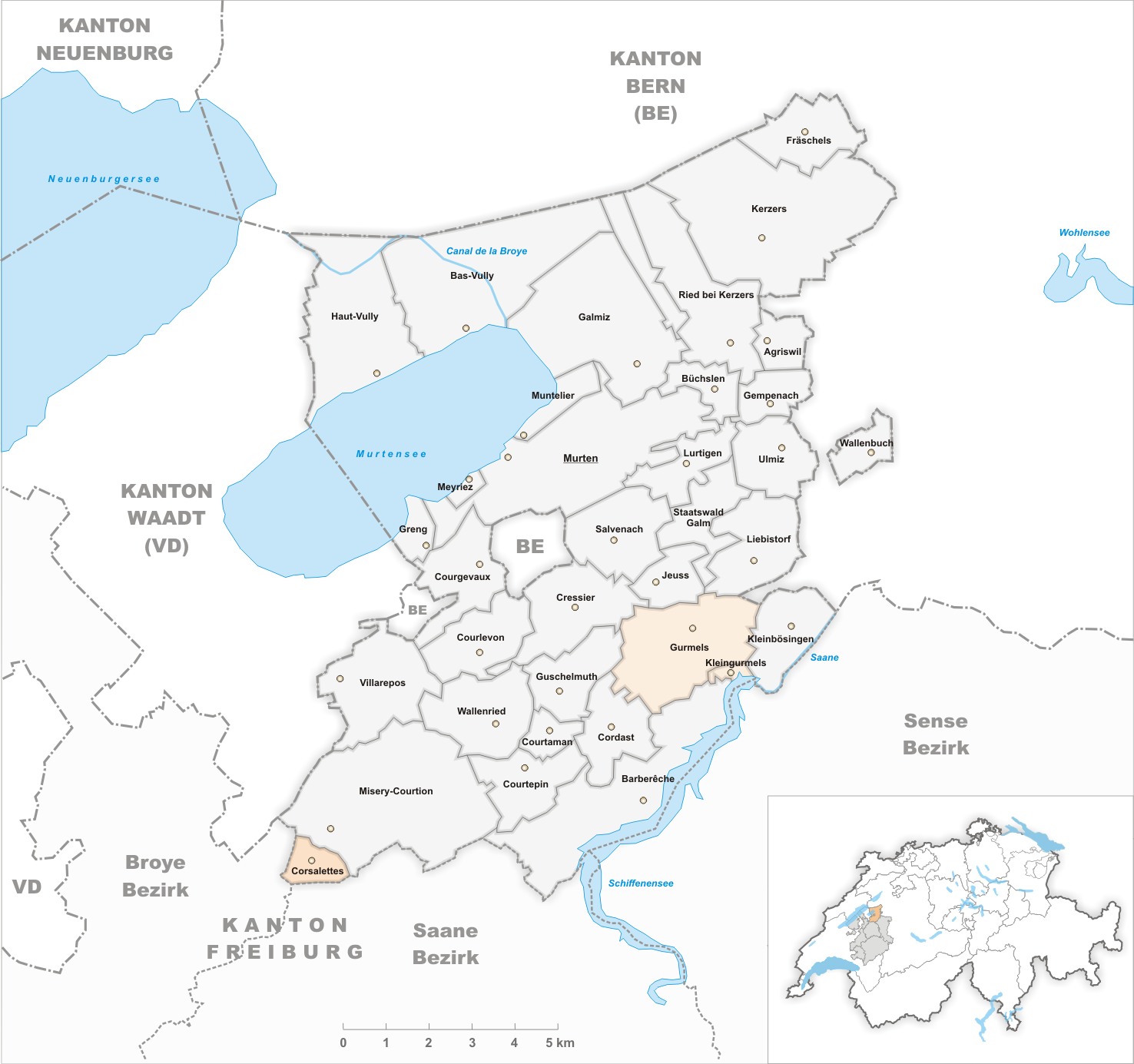
Gemeinden bis 1999
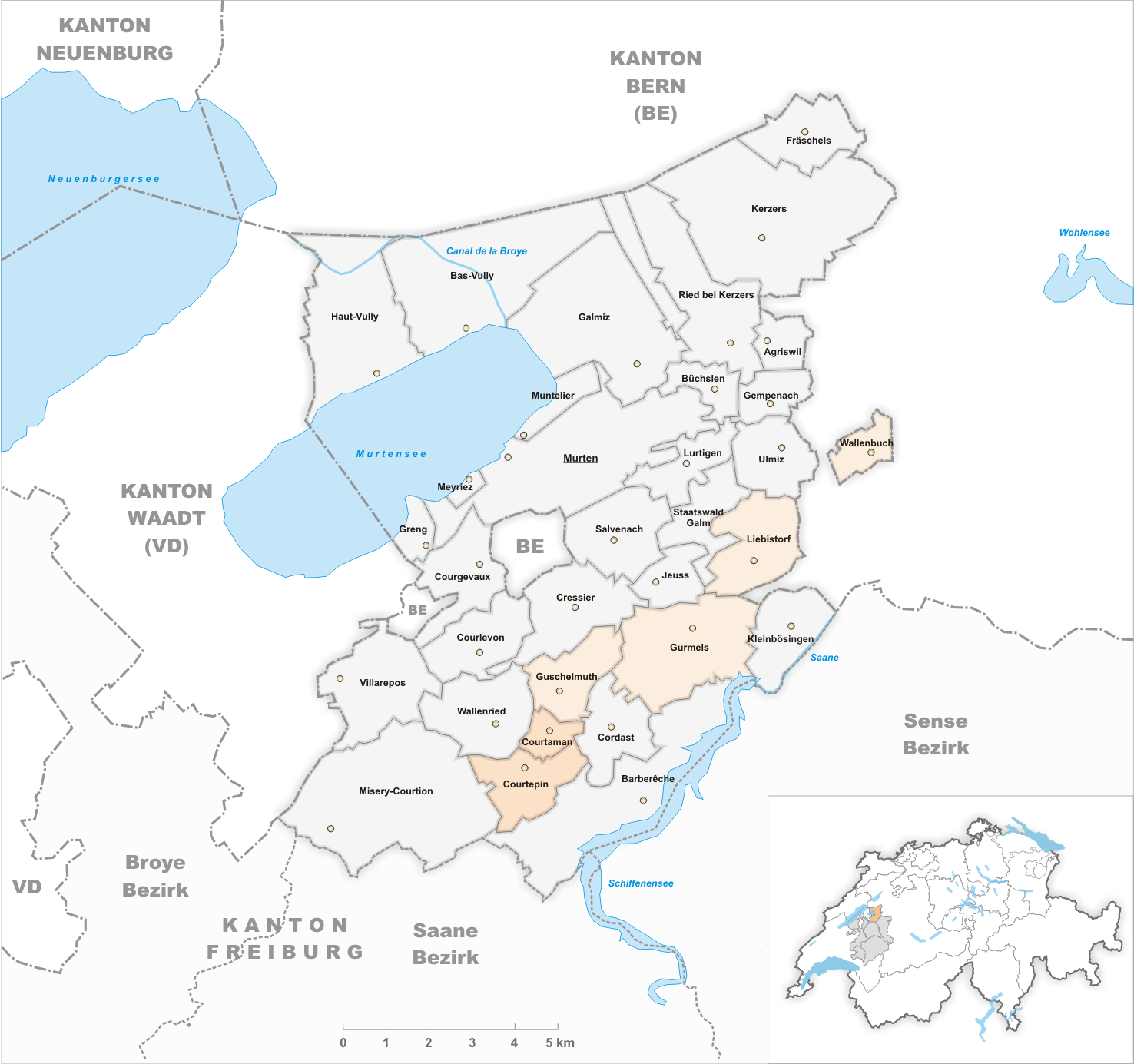
Gemeinden bis 2002
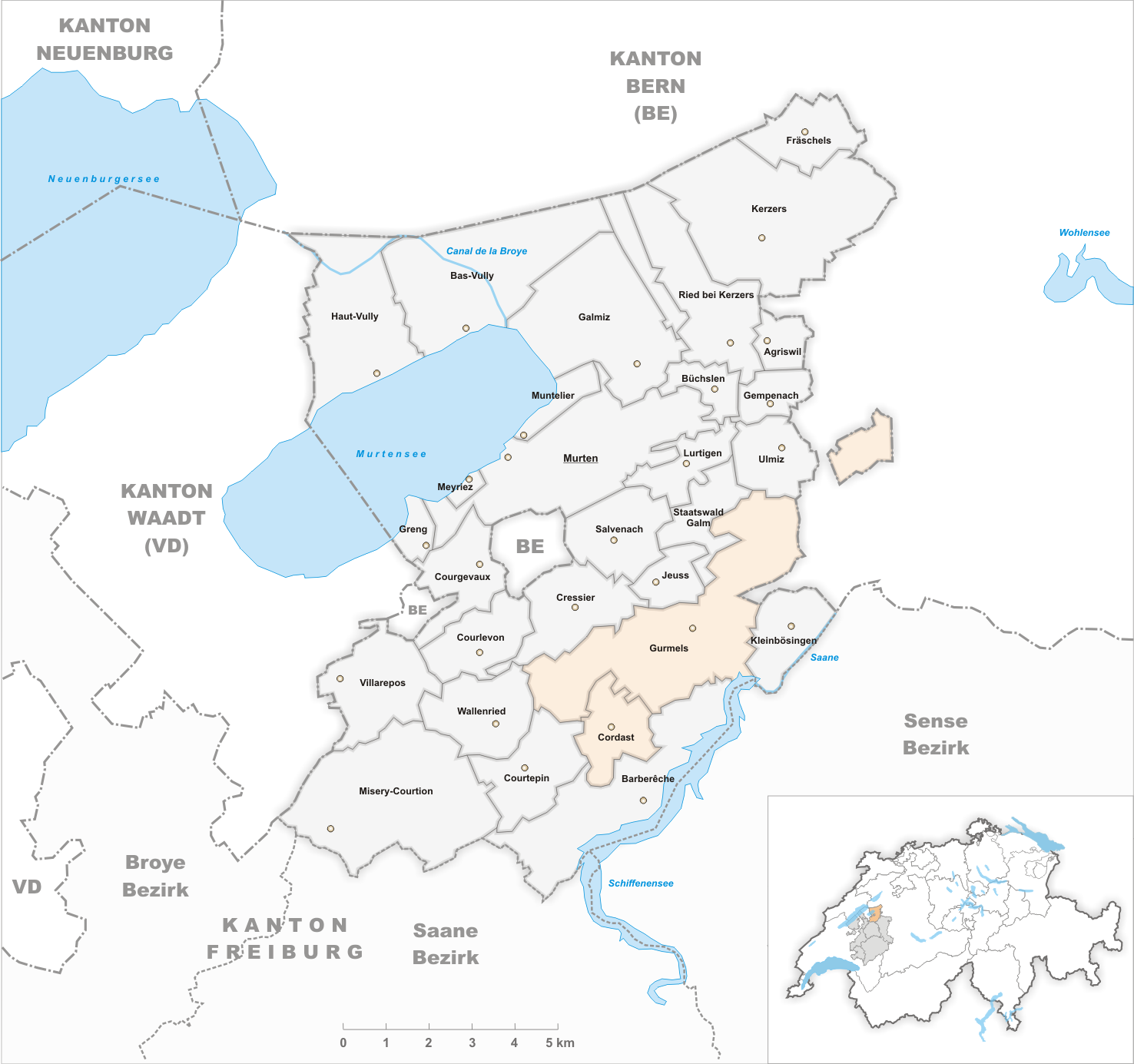
Gemeinden bis 2004
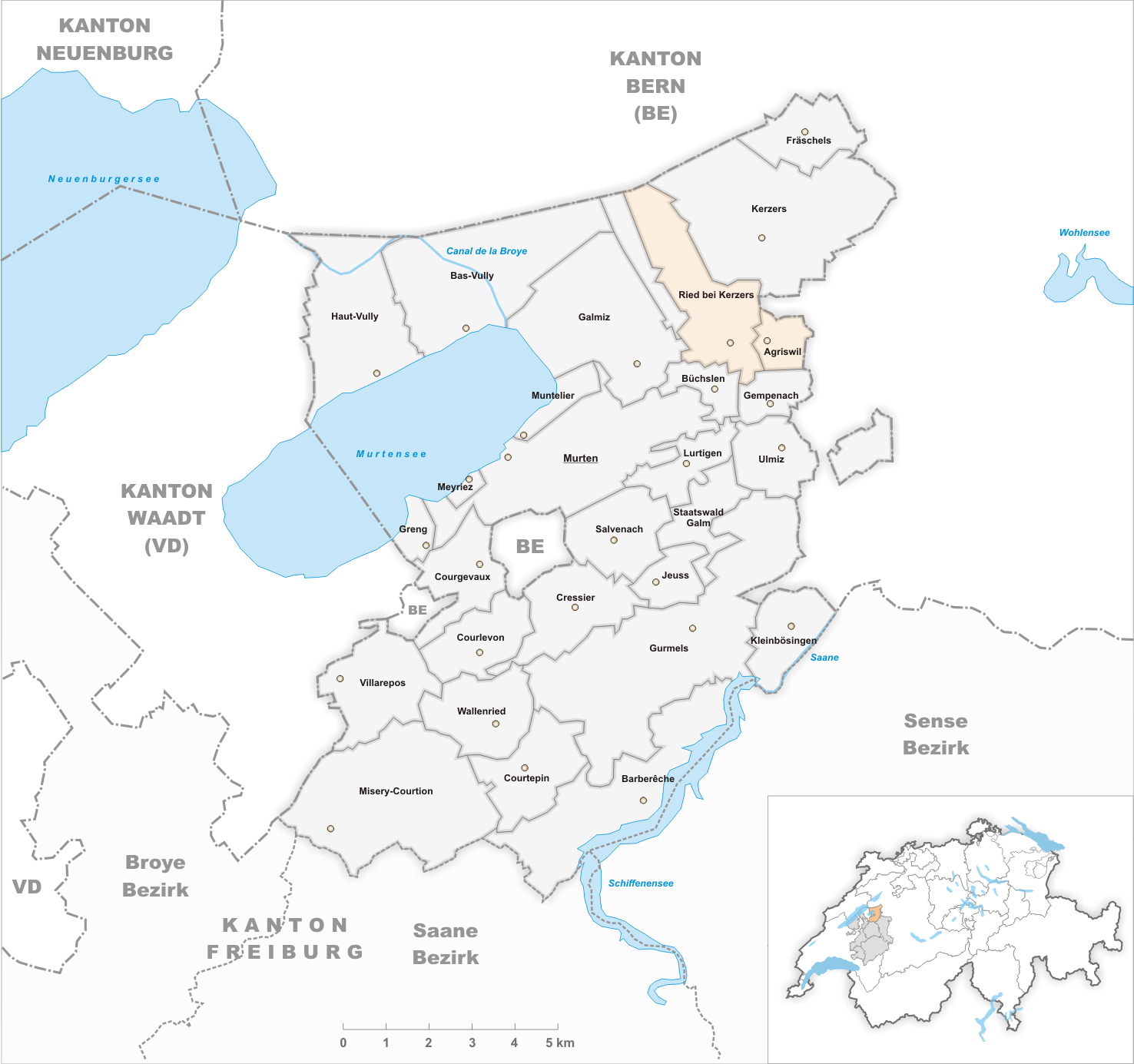
Gemeinden bis 2005
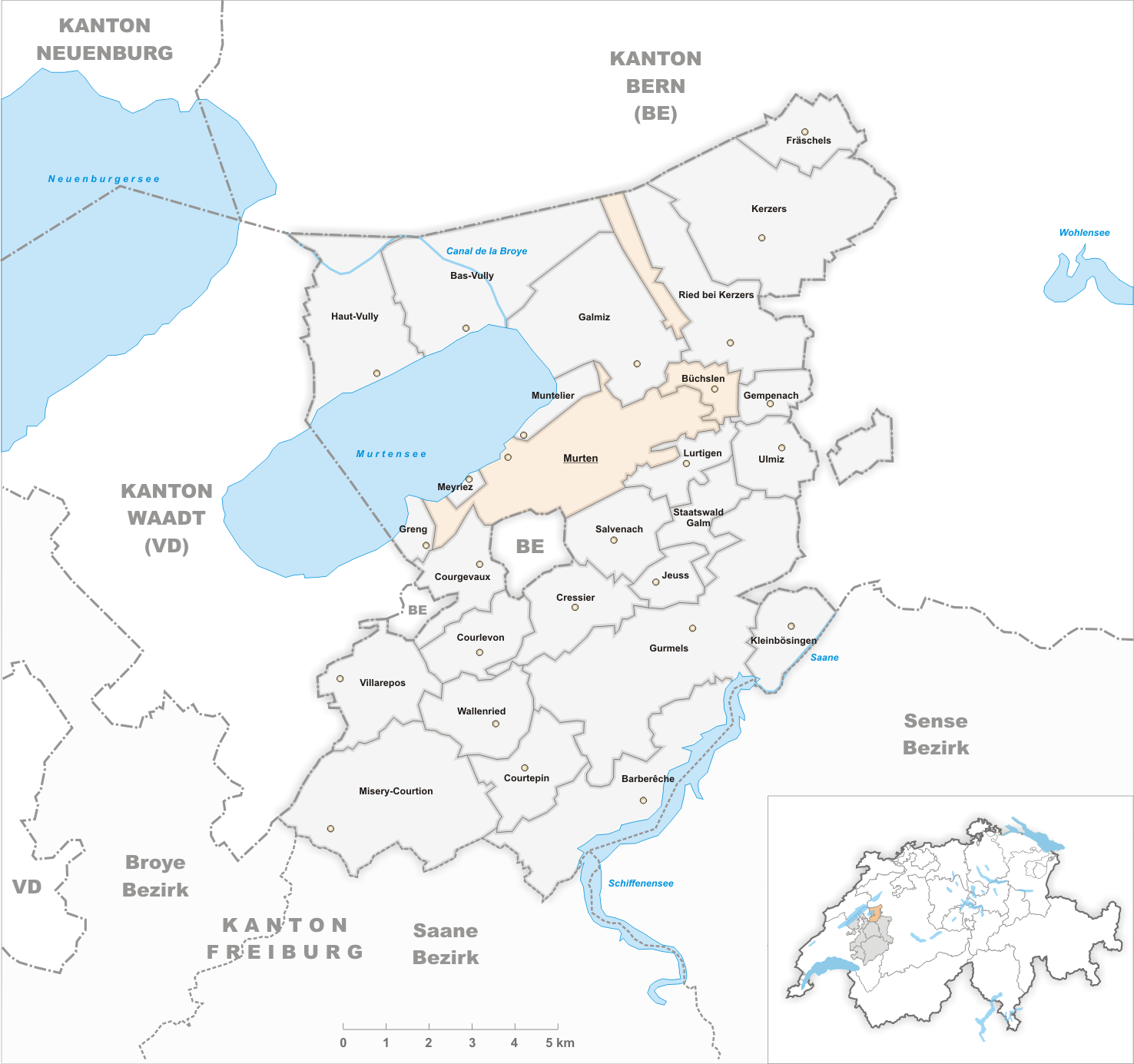
Gemeinden bis 2012
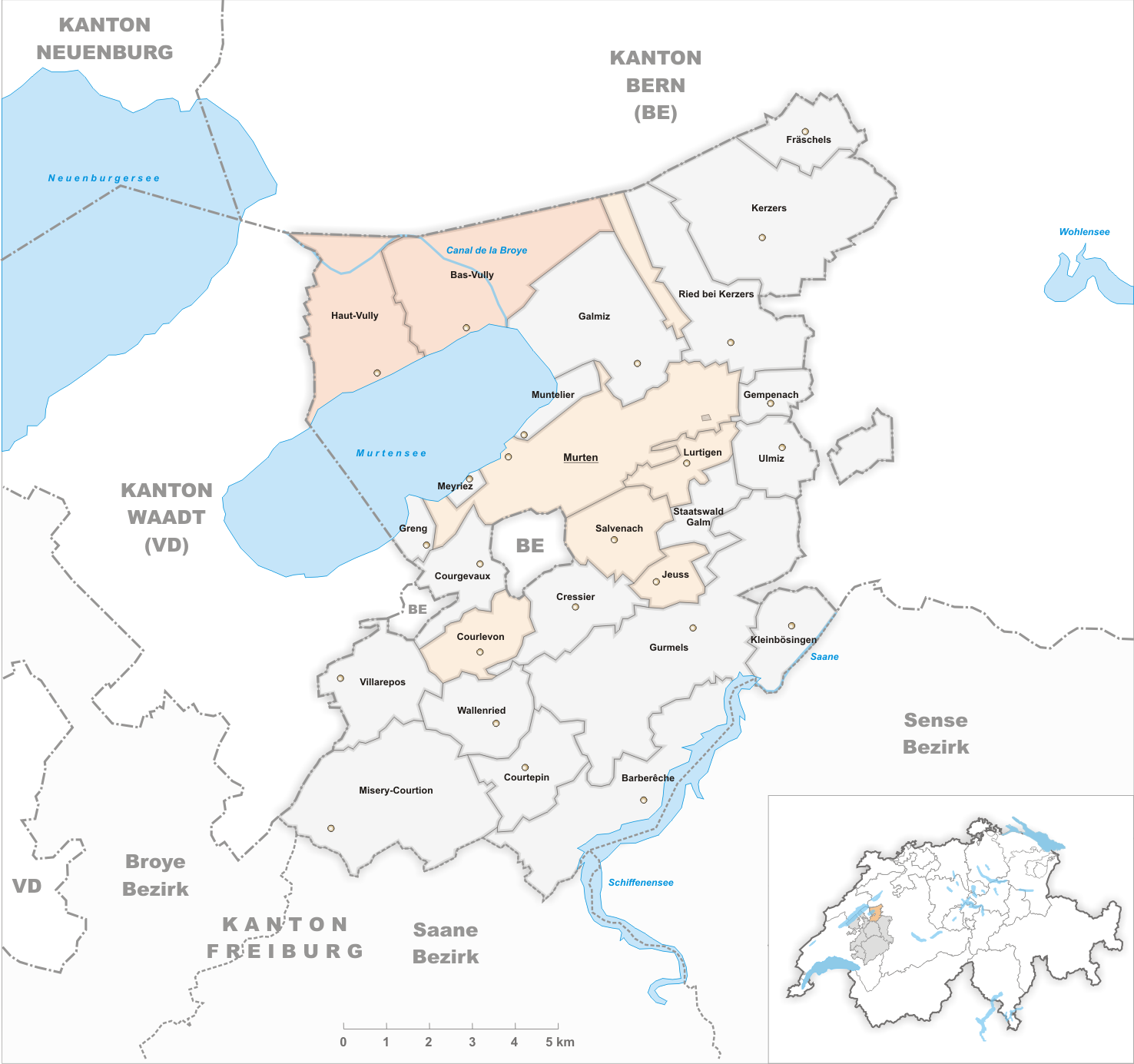
Gemeinden bis 2015
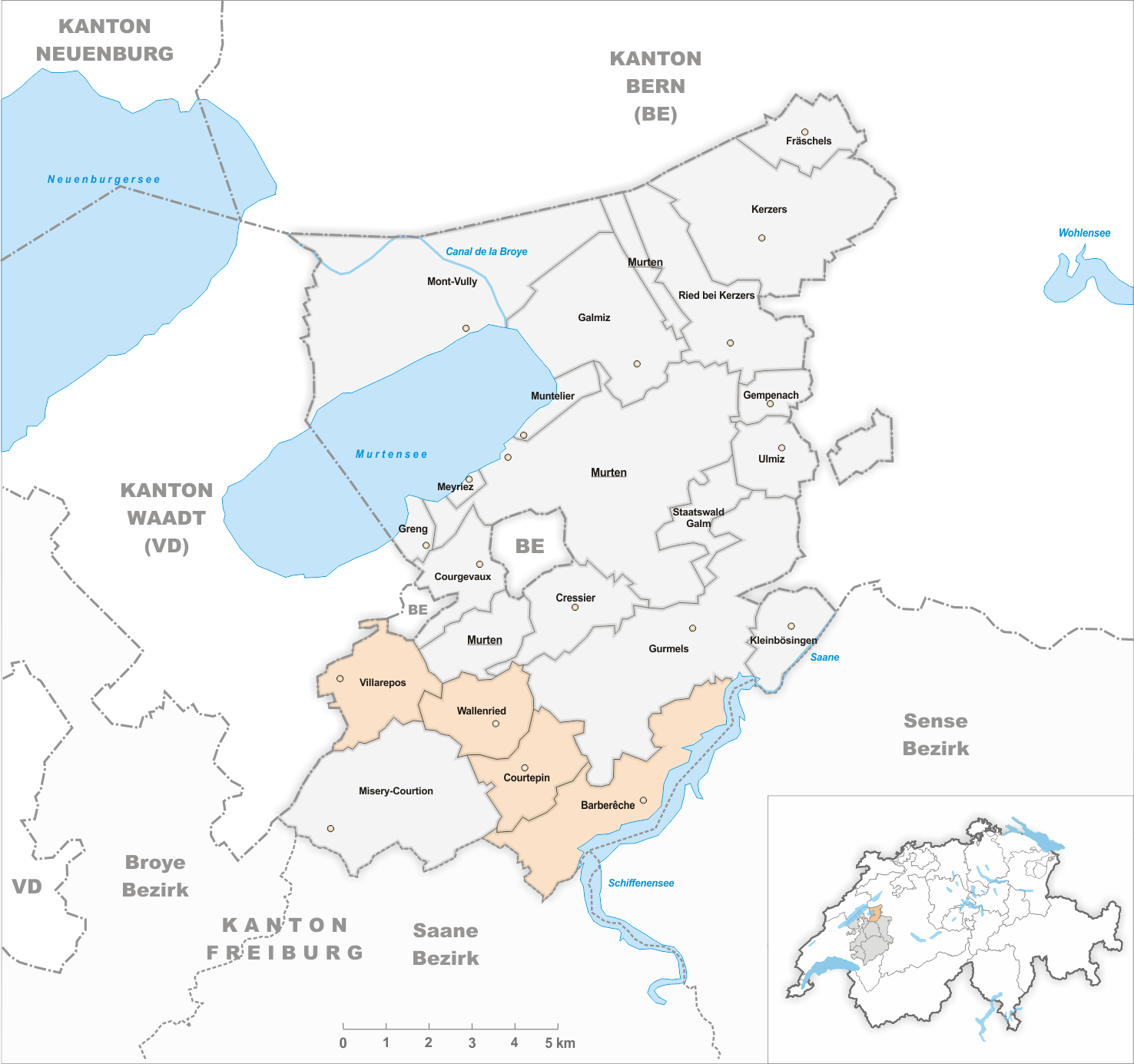
Gemeinden bis 2016
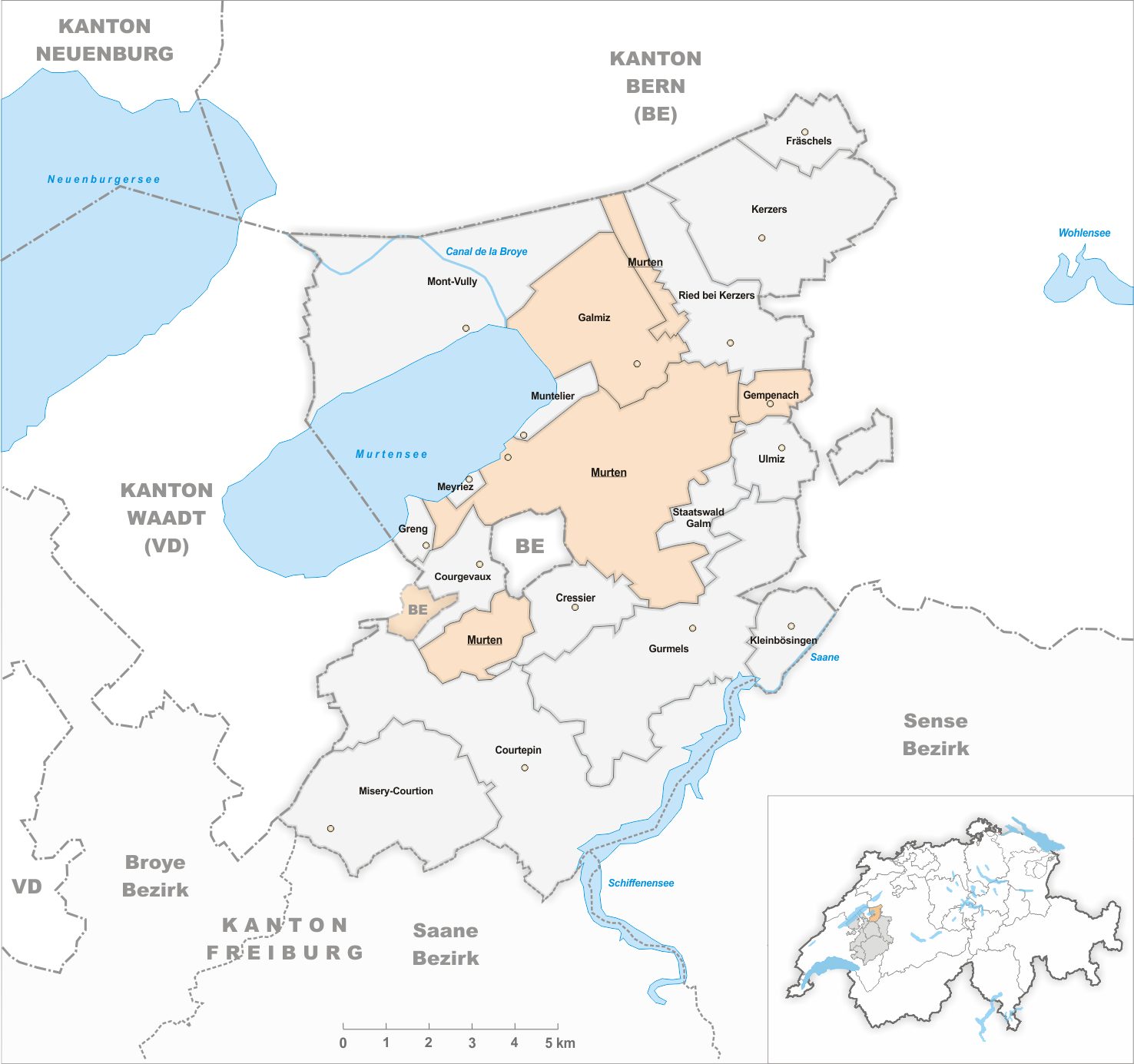
Gemeinden bis 2021

- 1902: Namensänderung von Oberried (See)  →  Ried

- 1911: Namensänderung von Ried  →  Ried bei Kerzers

- 1964: Grenzbereinigung wegen Entstehung Schiffenensee: Barberêche, Kleinbösingen und Kleingurmels

- 1974: Fusion Courlevon und Coussiberlé  →  Courlevon

- 1975: Fusion Burg und Murten  →  Murten

- 1977: Namensänderung von Vully-le-Bas  →  Bas-Vully
- 1977: Namensänderung von Vully-le-Haut  →  Haut-Vully

- 1978: Fusion Grossgurmels und Monterschu  →  Gurmels
- 1978: Fusion Grossguschelmuth und Kleinguschelmuth  →  Guschelmuth

- 1983: Fusion Chandossel und Villarepos  →  Villarepos

- 1991: Fusion Altavilla und Murten  →  Murten

- 1997: Fusion Cormérod, Cournillens, Courtion und Misery  →  Misery-Courtion

- 2000: Fusion Gurmels und Kleingurmels  →  Gurmels

- 2003: Fusion Gurmels, Guschelmuth, Liebistorf und Wallenbuch  →  Gurmels
- 2003: Fusion Courtaman und Courtepin → Courtepin

- 2005: Fusion Cordast und Gurmels → Gurmels

- 2006: Fusion Agriswil und Ried bei Kerzers  →  Ried bei Kerzers

- 2013: Fusion Büchslen und Murten  →  Murten

- 2016: Fusion Bas-Vully und Haut-Vully  →  Mont-Vully
- 2016: Fusion Courlevon, Jeuss, Lurtigen, Salvenach und Murten  →  Murten

- 2017: Fusion Barberêche, Courtepin, Villarepos und Wallenried → Courtepin

- 2022: Fusion Clavaleyres (Kanton Bern), Gempenach, Galmiz und Murten → Murten